# Championnat de Guinée-Bissau de football 2020-2021
Navigation
Édition précédente Édition suivante
La saison 2020-2021 du Championnat de Guinée-Bissau de football est la quarante-deuxième édition de la Primeira Divisião, le championnat de première division en Guinée-Bissau. Les quatorze meilleures équipes du pays se retrouvent au sein d'une poule unique où elles s'affrontent à deux reprises. En fin de saison, les deux derniers du classement sont relégués et remplacés par les deux premiers de Segunda Divisião. 

## Déroulement de la saison
L' UDI Bissau est le tenant du titre de la saison 2018-2019, la saison 2019-2020 étant annulée à cause de la pandémie de Covid-19. À la suite du retard pris à cause de la situation sanitaire, le format de cette saison est modifié. Le championnat sera divisé en deux groupes de sept équipes qui se rencontrent deux fois. Les deux premiers de groupe se qualifient pour la finale du championnat.
Les deux derniers de chaque groupe sont relégués, il y aura quatre promotions en fin de saison pour porter le prochain championnat à seize équipes.
Lors de la finale du championnat le Sporting Clube de Bissau gagne contre Sport Bissau e Benfica (1 - 0) et remporte son quatorzième titre de champion.

## Les clubs participants
Le championnat précédent ayant été annulé, ce sont les mêmes équipes qui participent au championnat.
- Sporting Clube de Bafatá
- Sporting Clube de Bissau
- Sport Portos de Bissau
- Sport Bissau e Benfica
- Nuno Tristão Futebol Clube
- FC Pelundo
- FC Sonaco  - Promu de D2 (2019)
- União Desportiva Internacional de Bissau
- FC Canchungo  - Promu de D2 (2019)
- Desportivo de Gabú
- Flamengo Futebol Clube
- Cuntum Futebol Clube
- Atlético Clube de Bissorã
- Clube de Futebol "Os Balantas"

## Compétition

### Classement Groupe A
Le classement est établi sur le barème de points suivant : victoire à 3 points, match nul à 1, défaite à 0.
| Rang | Équipe                   | Pts | J  | G  | N | P | Bp | Bc | Diff |
| ---- | ------------------------ | --- | -- | -- | - | - | -- | -- | ---- |
| 1    | Sporting Clube de Bissau | 33  | 12 | 11 | 0 | 1 | 29 | 4  | +25  |
| 2    | Sporting Clube de Bafatá | 20  | 12 | 6  | 2 | 4 | 18 | 17 | +1   |
| 3    | CF Os Balantas           | 20  | 12 | 6  | 2 | 4 | 14 | 12 | +2   |
| 4    | Sport Portos de Bissau   | 17  | 12 | 5  | 2 | 5 | 11 | 13 | -2   |
| 5    | Cuntum Futebol Clube     | 14  | 12 | 4  | 2 | 6 | 6  | 11 | -5   |
| 6    | FC Sonaco P              | 11  | 12 | 2  | 5 | 5 | 3  | 7  | -4   |
| 7    | Desportivo de Gabú       | 3   | 12 | 0  | 3 | 9 | 5  | 22 | -17  |

|  | Qualification pour la finale    |
|  | Relégation en deuxième division |
|  | P : Promu de deuxième division  |

### Classement Groupe B
| Rang | Équipe                     | Pts | J  | G | N | P | Bp | Bc | Diff |
| ---- | -------------------------- | --- | -- | - | - | - | -- | -- | ---- |
| 1    | Sport Bissau e Benfica     | 28  | 12 | 8 | 4 | 0 | 22 | 7  | +15  |
| 2    | FC Canchungo P             | 16  | 12 | 4 | 4 | 4 | 11 | 13 | -2   |
| 3    | UDI Bissau T               | 14  | 12 | 3 | 5 | 4 | 10 | 12 | -2   |
| 4    | FC Pelundo                 | 13  | 12 | 3 | 4 | 5 | 11 | 13 | -2   |
| 5    | Atlético Clube de Bissorã  | 13  | 12 | 2 | 7 | 3 | 6  | 13 | -7   |
| 6    | Flamengo Futebol Clube     | 13  | 12 | 2 | 7 | 3 | 9  | 8  | +1   |
| 7    | Nuno Tristão Futebol Clube | 11  | 12 | 2 | 5 | 5 | 4  | 10 | -6   |

|  | Qualification pour la finale                       |
|  | Relégation en deuxième division                    |
|  | T : Tenant du titre P : Promu de deuxième division |

### Finale du championnat
| Finale          | Sporting Clube de Bissau | 1-0   | Sport Bissau e Benfica | Estádio Nacional 24 de Setembro, Bissau |  |
| 10 juillet 2021 | Dinis Djadjo 42e         | (1-0) |                        |                                         |  |

## Bilan de la saison
| Championnat de Guinée-Bissau de football 2020-2021 |                                      |
| Champion                                           | Sporting Clube de Bissau (14e titre) |
| Coupes et trophées                                 |                                      |
| Vainqueur de la Coupe de Guinée-Bissau 2020-2021   | Sport Bissau e Benfica               |
| Qualifications continentales                       |                                      |
| Ligue des champions de la CAF 2021-2022            | Sporting Clube de Bissau             |
| Coupe de la confédération 2021-2022                |                                      |
| Promotions et relégations                          |                                      |
| Promus en Primeira Divisião                        | Binar FC                             |
| Promus en Primeira Divisião                        | AFC Cupelum de Cima                  |
| Promus en Primeira Divisião                        | Massaf SC                            |
| Promus en Primeira Divisião                        | Os Arados FC                         |
| Relégués en Segunda Divisião                       | Nuno Tristão Futebol Clube           |
| Relégués en Segunda Divisião                       | Desportivo de Gabú                   |